# 화령중학교
화령중학교(化寧中學校)는 대한민국 경상북도 상주시 화서면 달천리에 있는 공립 중학교이다.

## 학교 연혁
- 1952년 9월 9일 : 화령중학교 설립인가(6학급)
- 1953년 3월 21일 : 재단법인 화령학원 인가 (이사장 김기령)
- 1967년 12월 20일 : 화령 학원 경북 교위에 기증
- 1967년 12월 29일 : 화령상업고등학교 설립인가(3학급)
- 2003년 11월 15일 : 학교 숲 가꾸기, 금연 교육 시범학교로 지정
- 2007년 3월 1일 : 교원능력개발평가 선도(시범)학교 지정
- 2012년 3월 1일 : 중학교 창의인성 모델학교 지정(도교육청)
- 2024년 2월 8일 : 중학교 제72회 20명(총 8,434명) 졸업
- 2024년 2월 8일 : 고등학교 제54회 14명(총 3,610명) 졸업
- 2024년 3월 1일 : 제33대 최영우 교장 취임
- 2024년 3월 4일 : 중학교 13명 입학
- 2024년 3월 4일 : 고등학교 22명 입학

## 참고 자료
- 화령중학교 - 한국교육학술정보원 학교알리미